# Ipú
Ipú este un oraș în statul Ceará (CE) din Brazilia.